# Bruce Grenville
Bruce Grenville (Auckland, 1950) es un artista y activista anarquista neozelandés que en 1968 creó el utópico sultanato de Occusi Ambeno como forma tanto de subvertir el mensaje mediático como de transmitir la posibilidad de un modo de vida alternativo.
Grenville siempre ha gustado del diseño de sellos y accidentalmente Occusi Ambeno se convirtió también en la primera república filatélica. Un camino que ha seguido luego con el Reino de Sedang, una efímera micronación de Indochina, y alimentó con hermosos diseños filatélicos la leyenda de toda una serie de repúblicas filatélicas libertarias creadas en su entorno y que daban lugar a toda una geopolítica imaginaria del hemisferio sur: ICIS, una parodia de la ASEAN cuyo primera -y única- conferencia tuvo lugar en el año 2000.
Entre 2001 y 2003 Sedang sustituyó a Occusi Ambeno como plataforma para el activismo de Grenville, desarrollando además una línea de distribución de vídeos y documentales.